# Ministère de l'Environnement et des Forêts (Indonésie)
Le ministère de l'Environnement et des Forêts de l'Indonésie (en indonésien : Kementerian Lingkungan Hidup dan Kehutanan, souvent abrégé en Kementerian LHK) est le ministère du cabinet indonésien chargé de la gestion et de la conservation de l'environnement. La ministre actuelle est Siti Nurbaya Bakar.

## Historique
Ce ministère existe sous cette forme depuis fin 2014, date à laquelle le ministère de l'Environnement et le ministère des Forêts (id) ont fusionné pour donner le ministère de l'Environnement et des Forêts. 
Auparavant ces deux entités ont eu des noms variables au cours de l'histoire. 

### Environnement
1. Cabinet du ministre d'État à la Surveillance du développement et à l'Environnement (1978-1983)
2. Cabinet du ministre d'État à la démographie et à l'Environnement (1983-1993)
3. Cabinet du ministre d'État à l'Environnement (1993-2004)
4. Département de l'Environnement (2004-2010)
5. Ministère de l'Environnement (2010-2014)

### Forêts
1. Direction générale des Forêts, au sein du département de l'Agriculture (-1983)
2. Département des Forêts (1983-1998)
3. Département des Forêts et des plantations (1998)
4. Département des Forêts (1998-2010)
5. Ministère des Forêts (2010-2014)

## Liste des ministres
Liste des ministres indonésiens de l'Environnement et des Forêts (id)